# Aït Bouaddou
Aït Bouaddou è un comune dell'Algeria, situato nella provincia di Tizi Ouzou.

## Geografia fisica
Nella parte meridionale del territorio comunale, all'interno del parco nazionale del Djurdjura, si trova il Lago Agoulmime.

## Monumenti e luoghi d'interesse
- Parco nazionale del Djurdjura